# Datto
Datto est une municipalité du comté de Clay, dans l’État de l’Arkansas aux États-Unis.

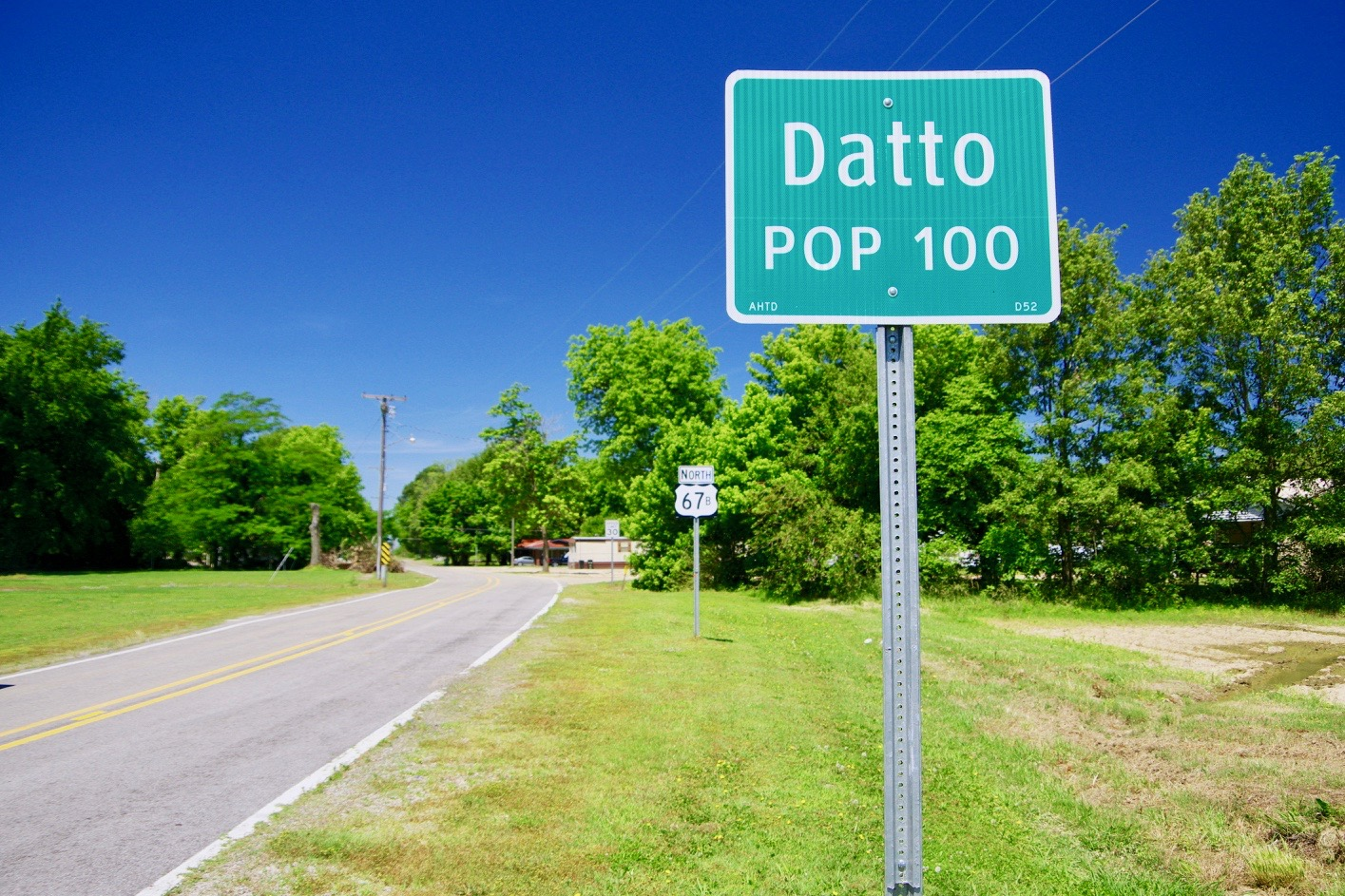
Entrée le long de la Route 67 en Arkansas

## Démographie
| 1910 | 1920 | 1930 | 1940 | 1950 | 1960 |
| ---- | ---- | ---- | ---- | ---- | ---- |
| 244  | 242  | 275  | 198  | 176  | 167  |

| 1970 | 1980 | 1990 | 2000 | 2010 | - |
| ---- | ---- | ---- | ---- | ---- | - |
| 142  | 112  | 120  | 97   | 100  | - |